# Tuca Andrada
Tuca Andrada, właściwie José Ivaldo Gomes de Andrade Filho (ur. 11 grudnia 1964 w Recife, w stanie Pernambuco) – brazylijski aktor telewizyjny, filmowy i teatralny, najbardziej znany w Polsce z roli wrażliwego ojca Kaíke Oliveira w telenoweli Barwy grzechu.

## Kariera
Swoją karierę aktorską zapoczątkował występami na deskach lokalnego teatru w Recife, gdzie osiągnął największy sukces teatralny w roli tytułowego bohatera słynnego brazylijskiego piosenkarza w sztuce Orlando Silva, która miała ponad 10 milionów widzów tylko w São Paulo. Był nominowany do nagrody Mambembe za rolę w sztuce O Pequeno Grao de Areia (1987) oraz zdobył nominację do nagrody SATED/RJ za objawienie aktorskie w telenoweli Właściciel świata (O Dono do Mundo, 1991) jako Ladislau. Został uhonorowany nagrodą angielską English Culture Award of Theater dla najlepszego aktora za występ w dramacie Rocky Horror Show (1995). Otrzymał także nagrodę Cartagena na Kolumbijskim Festiwalu Filmowym za postać Cafu w dramacie biograficznym Quem Matou Pixote? (1996).

## Filmografia

### telenowele
- 2008: Os Mutantes - Caminhos do Coração - Eric Fusily
- 2007: Caminhos do Coração - Eric Fusily
- 2006: Brazylijski obywatel (Cidadão Brasileiro) - Homero Silveira
- 2005: Nowy kierunek (Sob Nova Direção) - Armando
- 2005: Pamiętnik (A Diarista) - Genésio
- 2004: Barwy grzechu (Da Cor do Pecado) - Kaíke Oliveira (Carlos Henrique Cabral)
- 2002: Smak męki (Sabor da Paixão) - José Carlos
- 2001: Córki matki (As Filhas da Mãe) - Nicolau
- 2001: Porto dos Milagres - Leôncio
- 2000: Sãos e Salvos! - Kiko
- 1999: Suave Veneno - Rubem
- 1998: Alvaro (Era Uma Vez) - Dr Danilo Borges
- 1997: O Amor Está no Ar - Vicente
- 1996: Vira-lata - Toco
- 1994: Uczniowie pana rektora (As Pupilas do Senhor Reitor) - Pedro
- 1993: Fera Ferida - Delegado Carlos Barromeu
- 1992: Anos Rebeldes - Ubaldo
- 1991: Właściciel świata (O Dono do Mundo) - Ladislau
- 1990: Mico Preto

### filmy
- 2006: Kobiety z Brazylii (Mulheres do Brasil) - Greg
- 2002: Lara - Eric
- 2002: Trzy Marie (As Três Marias) - Tenório
- 2000: Życie i dzieło Ramiro Miguez (Vida e Obra de Ramiro Miguez)
- 1998: Não me Condenes antes que me Explique - Mário de Andrade
- 1997: Guerra de Canudos - Arimatéia
- 1997: Doces Poderes - Alex
- 1996: Quem Matou Pixote? - Cafu
- 1992: O Crime da Imagem - Antônio Conselheiro